# Altiplano (Spiel)
Altiplano ist ein strategisches Brettspiel des deutschen Spieleautors Reiner Stockhausen, das 2017 bei dessen Verlag dlp games erschien. Es handelt sich um ein Worker-Placement-Spiel, bei dem die Spielenden versuchen, als Bewohner des chilenischen Altiplano durch verschiedene Produktions- und Handelsgüter möglichst viele Siegpunkte zu bekommen. Dabei baut das Spiel in den Spielmechaniken auf dem 2014 ebenfalls von Stockhausen entwickelten Spiel Orléans auf.
Das Spiel wurde beim Deutschen Spielepreis 2018 auf Platz 10 gewählt und im gleichen Jahr beim MinD-Spielepreis 2018 für die Rubrik „Komplexes Spiel“ nominiert.

## Hintergrund und Spielmaterial
Thematisch ist Altiplano im chilenischen Hochland, dem Altiplano, angesiedelt, in dem die Spielenden die Rolle von Hochlandbewohnern einnehmen, die von Alpakazucht, Woll- und Tuchproduktion sowie Forstwirtschaft und Bergbau leben und so möglichst viele Siegpunkte erreichen wollen. Das Spiel verläuft über eine variable Anzahl Runden, wobei die Spielenden in jeder Runde eine unterschiedliche Anzahl von Spielzügen durchführen können. Der Spieler, der am Ende die meisten Punkte aus der Summe seiner Errungenschaften und Waren bekommen hat, gewinnt das Spiel.
Das Spielmaterial besteht neben der Spieleanleitung aus:
- sieben Spielplanteile mit Aktionsorten,
- eine Ausbauleiste,
- sieben Rollenkarten,
- 15 Karren (Markierungswürfel),
- 56 Spielkarten, davon
  - 16 Auftragskarten,
  - 10 Missionskarten,
  - 10 Bootskarten und
  - 10 Häuserkarten,
- 28 Ausbauplättchen,
- 209 Warenplättchen, davon
  - 36 × Nahrung,
  - 25 × Mais,
  - 20 × Holz,
  - 20 × Stein,
  - 15 × Erz,
  - 15 × Tuch,
  - 15 × Wolle,
  - 15 × Silber,
  - 12 × Fisch,
  - 12 × Glas,
  - 12 × Alpaka,
  - 12 × Kakao,
- 50 Münzen,
- fünf Aktionspläne,
- fünf Lagerpläne,
- fünf Spielfiguren in fünf Farben,
- fünf Markierungssteine in fünf Farben,
- fünf Kisten in fünf Farben,
- fünf Stoffbeutel,
- fünf Siegpunktübersichten,
- ein Abrechnungsblock und
- ein Startspielermarker in Form eine Alpaka.

## Spielweise

### Spielvorbereitung
Zur Spielvorbereitung werden die sieben Spielplanteile ringförmig auf dem Spieltisch ausgelegt. Abhängig von der Spieleranzahl werden auf diesen Warenplättchen und Karten verteilt. Dabei kommen die Auftragskarten und die Glasplättchen auf den Markt, die Alpakas zusammen mit der Wolle und dem Tuch auf die Farm, Stein, Erz und Silber auf das Bergwerk, Holz und Kakao auf den Wald, die Bootskarten und Fisch auf den Hafen, die Hauskarten und die Karrensteine auf das Dorf und die Maisplättchen auf die Straße. Das Geld und die Nahrungsplättchen werden in die Mitte des Rings ausgelegt. Neben die Spielplanteile wird die Ausbauleiste gelegt und aus den Ausbauplättchen wird entsprechend den Regeln ein Ziehstapel gebildet, von dem die obersten fünf an die Ausbauleiste angelegt werden. Die Mitspieler bekommen jeweils einen Aktionsplan, einen Lagerplan, eine Spielfigur, einen Markierungswürfel, eine Kiste, einen Karren und einen Stoffbeutel. Der Markierungswürfel wird auf die Zählleiste auf dem Spielplanteil Weg platziert, der Karren auf dem obersten Karrenfeld auf dem jeweiligen Aktionsplan.
Wenn das Material vorbereitet ist, wird ein Startspieler bestimmt, der den Startspielermarker bekommt. Danach werden die Rollenkarten gemischt und jeder Spieler verdeckt eine Karte, die er an den Aktionsplan anlegt (und die ihm eine weitere rollentypische Aktion ermöglicht). Zuletzt bekommt jeder Spieler noch die auf der Rollenkarte angegebenen Ressourcen und Geld als Startkapital. Alle Ressourcenplättchen werden jeweils in den Stoffbeutel des Spielers gegeben.

### Spielablauf
Das Spiel wird über mehrere Runden gespielt, die jeweils in mehrere Phasen eingeteilt sind. Der Startspieler beginnt die erste Runde und nach der Runde wird der Startspielermarker an den nächsten Spieler im Uhrzeigersinn weitergegeben.
Zu Beginn der Runde ziehen alle Spieler gleichzeitig Ressourcenplättchen aus ihrem Stoffbeutel und platzieren sie auf den Planungsfeldern ihrer Aktionspläne. Die Anzahl der Plättchen ist dabei abhängig von der Position ihres Markierungswürfels auf der Zählleiste der Straße. Zu Beginn werden nur die ersten vier Planungsfelder belegt, abhängig vom Straßenbau wird dies über die Runden erhöht. In der jeweils letzten Runde nicht verplante Plättchen sowie dass Plättchen aus der Planungsphase der Vorrunde, die nicht gespielt und zurückgeholt wurden, bleiben liegen und blockieren so die jeweiligen Planungsfelder. Sind nicht genügend Plättchen im Beutel, wird die Kiste mit verbrauchten und neu erworbenen Ressourcen in den Stoffbeutel geleert. Die auf diese Weise ausgelegten Plättchen werden in der nächsten Phase gleichzeitig  von allen Mitspielern für die kommenden Aktionen verplant. Dafür legen sie ihre Plättchen von den Planungsfeldern auf die verschiedenen Aktionsfelder des Aktionsplans und zusätzlichen Aktionen der Rollenkarte und möglicher Ausbauten. Die Aktionsfelder sind den verschiedenen Orten im Spiel zugeordnet, an denen jeweils unterschiedliche Aktionen durchgeführt werden können. Die platzierten  Plättchen müssen diejenigen so gewählt werden, dass jeweils dort eine Aktion ausgeführt werden kann. Plättchen, die in einer vorhergehenden Runde platziert worden sind, dürfen in der Zugphase in den Planungsbereich zurückgeholt werden, danach dürfen sie nicht mehr versetzt werden.
Haben alle Spieler ihre Ressourcen verplant, kommt es zur Aktionsphase. Im Uhrzeigersinn beginnend mit dem Startspieler führen die Mitspieler nun jeweils eine Aktion aus bis alle Spieler keine Aktionen mehr machen können und gepasst haben. Wenn ein Spieler gepasst hat, darf er keine weitere Aktion in der laufenden Runde ausführen. Um eine Aktion an einem Ort auszuführen, muss die Spielfigur des Spielers an diesem Ort stehen; dafür wird sie in der ersten Runde beliebig eingesetzt und kann später durch die Karren vor oder nach einer Aktion versetzt werden. Jeder Spieler hat einen Karren, den er einmal pro Runde kostenlos benutzen kann, um bis zu 3 Schritte in beliebige Richtung zu reisen. Danach kann der Spieler weitere Bewegungen mit der Spielfigur machen, indem man auf den Bewegungs-Aktionsfeldern jeweils eine Nahrungsressource platziert, um zu einem angrenzenden Ort zu kommen. Durch zusätzliche Karren kann man mit diesen und je einer Nahrung bis zu 3 Schritte reisen. Nach einer Aktion werden die benötigten Ressourcenplättchen sowie neu hinzugewonnene Plättchen in die eigene Kiste gelegt, von der sie beim Ziehen wieder in den Stoffbeutel gelangen.
Basis- und Sonderaktionen dürfen in beliebiger Reihenfolge ausgeführt werden, wenn die entsprechenden Ressourcen dafür eingeplant wurden und sich die Spielfigur am richtigen Ort befindet. Folgende Basisaktionen sind möglich:
| Ort      | Aktion              | Auswirkungen | benötigt                                       |
| -------- | ------------------- | --- | ---------------------------------------------- |
| Markt    | Ware verkaufen      | Geld entsprechend Warenwert bekommen | Ressourcen zum Verkauf                         |
| Markt    | Ausbau kaufen       | Ausbaukarte mit zusätzlichen Aktionen | Kaufpreis entsprechend Ausbauleiste und -karte |
| Markt    | Auftrag erwerben    | Auftragskarte nach Wahl nehmen. Es darf immer nur ein offener Auftrag pro Spieler ausliegen. Bei Erfüllung geben Aufträge zusätzliche Siegpunkte in der Endabrechnung.                                                                 | eine Münze                                     |
| Markt    | Waren liefern       | Ressourcen werden auf Auftragskarten platziert | Ressourcen entsprechend Auftrag                |
| Farm     | Nahrung produzieren | eine Nahrung bekommen | ein Alpaka pro Nahrung                         |
| Farm     | Wolle produzieren   | eine Wolle bekommen | ein Alpaka, eine Nahrung                       |
| Farm     | Tuch produzieren    | ein Tuch bekommen | eine Wolle, eine Nahrung                       |
| Bergwerk | Stein produzieren   | ein Stein bekommen | zwei Nahrung                                   |
| Bergwerk | Silber produzieren  | ein Silber bekommen | ein Erz, eine Nahrung                          |
| Wald     | Holz produzieren    | ein Holz bekommen | zwei Nahrung                                   |
| Wald     | Kakao tauschen      | Nahrung, Tuch oder Glas bekommen | ein Kakao pro Ressource                        |
| Hafen    | Nahrung produzieren | eine Nahrung bekommen | ein Fisch, eine Nahrung                        |
| Hafen    | Stein tauschen      | einen Stein bekommen | zwei Fische                                    |
| Hafen    | Boot bauen          | eine Bootskarte nach Wahl. Das Boot zählt zwei Siegpunkte wert und der Spieler erhält einmalig eine abgebildete Ressource. | zwei Holz                                      |
| Dorf     | Haus bauen          | eine Hauskarte nach Wahl. Ein Haus zählt vier Siegpunkte und erhöht den Wert einer Ressource in der Endabrechnung. | zwei Steine                                    |
| Dorf     | Lagern              | Ressourcen werden eingelagert. Ressourcen werden entsprechend den Regeln eingelagert und geben am Ende des Spiels zusätzliche Siegpunkte.                                                                                              | einzulagernde Ressourcen                       |
| Dorf     | Karren kaufen       | einen Karren bekommen. Ermöglicht weitere Reisen. | eine Münze                                     |
| Straße   | Straßenbau          | Markierungswürfel auf dem Spielplanteil Straße um ein Feld weiter. Durch den Straßenbau wird entweder die Anzahl der verfügbaren Planungsfelder erhöht oder der Spieler erhält eine Maisressource, die direkt eingelagert werden muss. | ein Stein, ein Holz                            |

Haben alle Spieler ihre möglichen Aktionen durchgeführt und gepasst, endet die Runde. Zur Vorbereitung der nächsten Runde wird der Startspielermarker an den nächsten Spieler weitergegeben und alle Spieler bereiten ihre Aktionstableaus vor. Zudem wird die Ausbauleiste aktualisiert, indem Lücken aufgefüllt werden oder, wenn keine Lücken vorhanden sind, eine Ausbaukarte ausgetauscht wird. Danach beginnt der neue Startspieler die nächste Runde.

### Spielende
Das Spiel endet mit einer letzten kompletten Runde, sobald die Auslage der Ausbauten nicht mehr nachgefüllt werden kann oder ein Ort komplett leer ist. Sobald alle Spieler ihren letzten Zug gemacht haben, kommt es zur Endabrechnung, bei der alle Punkte auf dem Abrechnungsblock verzeichnet werden. Abgerechnet werden die verschiedenen Ressourcen entsprechend ihrem Wert, die der Spieler in seinem Stoffbeutel, auf seinem Tableau, in seiner Kiste und im Lager hat. Zusätzlich bekommt jeder Spieler Siegpunkte durch erworbene Auftrags-, Haus- und Bootskarten und Mehrwerte einzelner Ressourcen durch Hauskarten sowie durch eingelagerte Waren.
Gewinner ist der Spieler, der am Ende die meisten Punkte erlangen konnte.

## Ausgaben und Rezeption
Altiplano wurde von Reiner Stockhausen entwickelt und erschien 2017 zu den Internationalen Spieltagen (SPIEL'17) bei dessen Verlag dlp games in einer Version auf Deutsch und Englisch. Die Gestaltung stammt von dem Spieleillustrator Klemens Franz. Im Folgejahr erschien es zudem auf Japanisch bei Arclight, auf Französisch bei Matagot, auf Chinesisch bei Swan Panasia sowie in einer weiteren deutsch/englischen Fassung bei Tasty Minstrel Games. Es folgten in den nächsten Jahren Versionen auf Italienisch bei Cranio Creations, auf Niederländisch bei White Goblin Games, auf Russisch bei GaGa Games, auf Portugiesisch bei Meeple BR Jogos, auf Polnisch bei Baldar und auf Spanisch bei Arrakis Games.
Das Spiel wurde beim Deutschen Spielepreis 2018 auf Platz 10 gewählt und beim MinD-Spielepreis 2019 für die Rubrik „Komplexes Spiel“ nominiert.
In der Spielbox 01/18 wurde eine Mini-Erweiterung für das Spiel mit dem Titel Sonnige Tage veröffentlicht mit drei neuen Booten, drei neuen Häusern, einem Auftrag und einer zusätzlichen Mission. 2018 erschien mit Altiplano: Der Reisende eine Erweiterung von Stockhausen gemeinsam mit Louis und Stefan Malz, bei der unter anderem durch zufällig auftretende Ereignisse die Interaktionen der Spielenden erhöht werden sollen. Mit der „Goodie Box“ zum Deutschen Spielepreis 2018 erschien zudem eine weitere Minierweiterung mit einer neuen Rollenkarte, dem Alpaka-Reiter, die nur mit der Erweiterung Der Reisende spielbar ist.

## Belege
1. 1 2 3 4 5 6 7 8 9 10 11  Offizielle Spielregeln für Altiplano; abgerufen am 9. November 2021.
2. ↑  Versionen von Altiplano in der Datenbank BoardGameGeek; abgerufen am 9. November 2021.
3. ↑  Preisträger Deutscher Spielepreis (Memento des Originals vom 3. November 2020 im Internet Archive)  Info: Der Archivlink wurde automatisch eingesetzt und noch nicht geprüft. Bitte prüfe Original- und Archivlink gemäß Anleitung und entferne dann diesen Hinweis. auf spiel-messe.com; abgerufen am 24. November 2021.
4. ↑  Die Nominierungsliste für den MinD-Spielepreis (Kategorie: komplexe Spiele) 2019 auf mensa.de; abgerufen am 24. November 2021.
5. ↑  Altiplano: Sunny Days in der Spieledatenbank BoardGameGeek (englisch); abgerufen am 24. November 2021.
6. ↑  Altiplano: The Traveler in der Spieledatenbank BoardGameGeek (englisch); abgerufen am 24. November 2021.
7. ↑  Altiplano: Alpaka Rider Role Tile in der Spieledatenbank BoardGameGeek (englisch); abgerufen am 24. November 2021.